# Heteropalpia pallidior
Heteropalpia pallidior är en fjärilsart som beskrevs av Embrik Strand 1917. Heteropalpia pallidior ingår i släktet Heteropalpia och familjen nattflyn. Inga underarter finns listade i Catalogue of Life.